# Arthur Ashe
Arthur Ashe, född 10 juli 1943 i Richmond i Virginia, död 6 februari 1993 i New York i New York, var en amerikansk högerhänt tennisspelare. Arthur Ashe rankades som världsetta i tennis 1968 och 1976 och var från 1968 under tio år en av världens tio bästa spelare. Han upptogs 1985 i International Tennis Hall of Fame. Han avled i aids, som han ådragit sig i samband med blodtransfusioner vid en hjärtoperation.

## Biografi
Arthur Ashe var son till Arthur Ashe senior och Mattie Cordell Cunningham Ashe. Han hade en fem år yngre bror, Johnnie Ashe. Modern dog när han var sju år. 

## Tenniskarriären
Arthur Ashe började spela tennis vid sju års ålder och upptäcktes av tennisinstruktören Ron Charity. Charity var även den bäste svarte tennisspelaren i Richmond. Han uppmuntrade Ashe att börja delta i lokala tennisturneringar. Under sin ungdom kunde Arthur Ashe inte delta i flera av hemortens juniortävlingar i Virginia, hindrad av den segregation som då gällde. Ashe fick inte spela i Richmonds inomhushallar och inte heller möta vita spelare i skolturneringar. Därför flyttade Ashe till St. Louis, där förutsättningarna var bättre, och gick på Sumner High School.
Tränaren Robert Walter Johnson, som även tränat Althea Gibson, blev en mentor för den unge Ashe 1953–1960. Johnson utvecklade Ashes spel och inpräntade i den unge Ashe vikten av sportsmannaanda, vilket blev ett kännetecken för Ashe under hans senare karriär. Han uppmärksammades alltmer för sin spelskicklighet och fick slutligen lov att delta i den tidigare segregerade turneringen US Interscolastic. På grund av sitt goda spel kunde Ashe, liksom tidigare hans svarta landsmaninna Althea Gibson, som senior delta i de flesta nationella och internationella turneringarna. Som motståndare och aktiv kritiker till apartheidsystemet i Sydafrika blev han dock nekad inresevisum dit 1970. 

### Professionell tennisspelare
Ashe blev professionell tennisspelare 1969 men hade redan som amatör 1968 vunnit en grand slam-titel i singel i US Open. Totalt vann han fyra grand slam-titlar, varav tre i singel och en i dubbel. Perioden 1968–1978 vann han 33 singel- och 14 dubbeltitlar. Han vann Stockholm Open två gånger (1971 och 1974).
År 1968 blev Ashe, fortfarande amatör, den förste svarte manlige amerikanen som vann singeltiteln i US Open. Han besegrade i finalen den professionelle spelaren Tom Okker från Nederländerna i en mycket jämn match över fem set (14–12, 5–7, 6–3, 3–6, 6–3). Okker fick ta emot en prischeck på 14 000 dollar, medan Ashe som amatör endast fick 28 dollar som ersättning för utlägg. Tidigare under året hade Ashe vunnit US National Championship för amatörer.
År 1970 vann han singeltiteln i Australiska öppna efter finalseger över blivande Swedish Open-segraren, australiske spelaren Richard Crealy (6–4, 9–7, 6–2). Samma år nekades han inresevisum till Sydafrika. Han fick dock inresetillstånd 1973 och vann då dubbeltiteln i Sydafrikanska mästerskapen tillsammans med Tom Okker.  
År 1975 blev Arthur Ashe den förste svarte manlige spelaren att vinna Wimbledonmästerskapen. Han finalbesegrade då storfavoriten och titelinnehavaren Jimmy Connors med 6–1, 6–1, 5–7, 6–4 efter ett taktiskt mycket skickligt genomfört spel mot den aggressivt spelande Connors. Hans segervapen var extremt vinklade servar och ett temposänkande ”soft-bollande” som fick den hårdslående Connors ur rytmen.

### Davis Cup-spelaren Ashe
Arthur Ashe var den förste afroamerikanske spelaren i USA:s Davis Cup-lag. Perioden 1963–1978 spelade han totalt 34 matcher, av vilka han vann 28. Han var medlem av USA:s vinnande lag 1963 och 1965. Bland kända spelare som han besegrade i dessa finaler återfinns Mexikos Rafael Osuna. År 1968 spelades Challenge Round mellan USA och Australien. Ashe besegrade då den vänsterhänte hårdservande Ray Ruffels över fyra set. Mötet, som gick av stapeln i sydaustraliska Adelaide, lockade inte fler än cirka 6 000 åskådare, mot cirka 25 000 i motsvarande final tio år tidigare, en indikator på ett sviktande publikintresse för DC-evenemangen. USA vann finalen med 4–1 i matcher.
År 1970 möttes USA och Västtyskland i Challenge Round. Ashe besegrade de båda tyska singelspelarna Christian Kuhnke och Wilhelm Bungert. Matchen mot Kuhnke blev mycket jämn och spelades i hela 84 game. Ashe vann med siffrorna 6–8, 10–12, 9–7, 13–11, 6–4. USA vann finalmötet med 5–0 i matcher. Hans allra sista framträdande som aktiv spelare i DC-sammanhang var i interzonfinal mot Sverige 1978. Ashe förlorade sin singelmatch mot Björn Borg (4–6, 5–7, 3–6) men besegrade Kjell Johansson (6–2, 6–0, 7–5). USA vann mötet med 3–2 i matcher. Ashe var Davis Cup-kapten 1981–1986 och förde USA till slutseger de första två åren.

## Spelaren och personen

Arthur Ashe och Ronald Reagan.

Arthur Ashe var en något ojämn spelare som varvade lysande insatser med sämre, vilket medförde att han visserligen firade stora triumfer på tennisbanan men också oväntat förlorade matcher mot lägre rankade spelare. I sina bästa stunder var han en lysande taktiker som utmanövrerade sina motståndare med ett intelligent spel, vilket segern i Wimbledon 1975 är det främsta exemplet på. I första hand var Ashe en serve-volley-spelare.
I slutet av 1960-talet blev Ashe alltmer involverad i administrativt arbete inom tennis och kom i första hand att verka för bättre villkor för de professionella spelarna. Han blev en av grundarna av ATP (Association of Tennis Professionals, bildad 1972) och var under en tid dess president. 
Ashe gifte sig 1977 med Jeanne, med vilken han 1987 fick dottern Camera.
Ashe drabbades av en hjärtinfarkt 1979. Han genomgick en hjärtoperation 1988. Under denna fick han en transfusion med hivsmittat blod. Han utvecklade så småningom aids, och han avled i februari 1993.
Huvudarenan vid US Open bär sedan 1997 namnet Arthur Ashe Stadium. Han har tilldelats den amerikanska Frihetsmedaljen.

## Grand Slam-finaler, singel

### Titlar (3)
| År   | Mästerskap            | Finalmotståndare | Setsiffror                |
| 1968 | US Open               | Tom Okker        | 14-12, 5-7, 6-3, 3-6, 6-3 |
| 1970 | Australiska öppna     | Dick Crealy      | 6-4, 9-7, 6-2             |
| 1975 | Wimbledonmästerskapen | Jimmy Connors    | 6-1, 6-1, 5-7, 6-4        |

### Finalförluster (4)
| År   | Mästerskap               | Finalmotståndare | Setsiffror              |
| 1966 | Australiska mästerskapen | Roy Emerson      | 6-4, 6-8, 6-2, 6-3      |
| 1967 | Australiska mästerskapen | Roy Emerson      | 6-4, 6-1, 6-4           |
| 1971 | Australiska öppna        | Ken Rosewall     | 6-1, 7-5, 6-3           |
| 1972 | US Open                  | Ilie Năstase     | 3-6, 6-3, 6-7, 6-4, 6-3 |

## ÖvrigaGrand Slam-titlar
- Franska öppna
  - Dubbel - 1971